# 漂流者たち
「漂流者たち」（ひょうりゅうしゃたち）は、西城秀樹の43枚目のシングル。1982年9月30日にRCAから発売された。

## 解説
作詞・作曲は石坂まさをが担当した。
西城自身が出演した『ホームスイートホーム』（日本テレビ系列）の主題歌である。期待と不安を胸に抱いて上京した日の記憶と歌詞の内容が重なり、音楽番組では時折涙を浮かべながら歌唱した。
オリコンでは最高位15位（100位内10週）、8.2万枚のセールスだった。

## 収録曲
1. 漂流者たち
作詞・作曲：石坂まさを／編曲：瀬尾一三
2. シャーリーン
作詞：山崎光／作曲：橘洋介／編曲：若草恵

## この頃のできごと
- 1982年11月21日 - 第9回となる日本武道館でのリサイタル「HIDEKI RECITAL - 秋ドラマチック」を開催した。